# كارولين بانكروفت
كارولين بانكروفت (بالإنجليزية: Caroline Bancroft)‏ هي كاتِبة وصحفية ومؤرخة وممثلة أمريكية، ولدت في 1900 في دنفر في الولايات المتحدة، وتوفيت بنفس المكان في 1985. من الجوائز التي نالتها عضوية قاعة مشاهير نساء كولورادو ‏ سنة 1990.

## جوائز
- عضوية قاعة مشاهير نساء كولورادو [الإنجليزية]‏ (1990)